# 대중교통 (경남)
대중교통(大衆交通)은 경상남도 창원시 마산합포구 현동로 252 (덕동동)에 본사를 둔 창원시의 시내버스 운수업체이다.

## 연혁
- 1980년 6월 20일 : 회사 설립

## 운행 노선

### 간선버스
- ● 102번 : 해운중학교 ~ 청솔아파트
- ● 109번 : 경남대학교 ~ 남산터미널
- ● 114번 : 안계초교 ~ 청솔아파트
- ● 116번 : 마산대학 ~ 불모산종점
- ● 160번 : 덕동공영차고지 ~ 진해터미널
- ● 162번 : 소계종점 ~ 진해터미널

### 지선버스
- ● 21번 : 경남대학교 ~ 초소
- ● 53번 : 월영아파트 ~ 안성종점
- ● 62번 : 마산역 ~ 원전종점
- ● 78번 : 마산역 ~ 선두종점
- ● 257번 : 덕동공영차고지 ~ 석교마을
- ● 263번 : 수정종점 ~ 소계종점
- ● 273번 : 어시장 → KT마산점 → 부림시장 → 자유무역지역정문
- ● 540번 : 마산역 → 양덕타운 → 제3부두 → 마산역

### 직행좌석버스
- ● 720번 : 덕동공영차고지 ~ 대방동종점
- ● 3002번 : 마산대학 ~ 진해신항

## 보유 차량

#### KGM커머셜
- 에디슨모터스 스마트 11H
- 에디슨모터스 11HG
- 에디슨모터스 스마트 110HG

#### 현대자동차
- 현대 그린시티
- 현대 뉴 슈퍼 에어로시티
- 현대 저상 뉴 슈퍼 에어로시티

#### 황해버스/범한자동차
- 황해버스 E-SKY
- 범한자동차 E-STAR

## 같이 보기
- 마인버스
- 마창여객
- 신양여객
- 제일교통